# José Corti
José Corti, pe numele său real José Corticchiato, n. 14 ianuarie 1895, Vitry, Seine, Franța – d. 25 decembrie 1984, Paris, Île-de-France, Franța a fost un editor francez specializat în publicarea de cărți scrise de autori dadaiști și suprarealiști. A înființat mai întâi Éditions Surréalistes în 1925, apoi în 1938 o editură independentă, respectiv o librărie. Ambele îi poartă numele „simplificat”, José Corti.
José Corticchiato a folosit, de asemenea, pseudonimele Roch Santa-Maria (ca autor de romane polițiste și ca jurnalist la Les Nouvelles littéraires) și Sidney O'Brien.

## Biografie
În 1925, cu puțin timp înainte de deschiderea Galerie Surréaliste în anul următor, José Corti a fondat Éditions Surréalistes și a început să editeze scrierile majorității autorilor suprarealiști, printre care operele lui Louis Aragon, André Breton (Légitime défense) în 1926, Ralentir Travaux, semnat de Breton, René Char și Paul Éluard în 1930, Le Clavecin de Diderot, de René Crevel în 1932, De derrière les fagots în 1934 și Je te sublime în 1936 de Benjamin Péret, La Métamorphose de Narcisse de Salvador Dalí în 1937 și multe altele.
În 1938 el a creat editura omonimă și a publicat în următorii doi ani patru cărți importante: Operele complete ale lui Lautréamont, încă necunoscute în epocă, Au château d'Argol de Julien Gracq, L'Âme romantique et le Rêve de Albert Béguin și Lautréamont de Gaston Bachelard. Aceste publicații au definit astfel spiritul editurii: poezia, Julien Gracq, romantismul și eseul literar. José Corti a fost, de asemenea, editor al cărților unor personalități academice precum Georges Blin, Marcel Raymond, Jean Rousset, Charles Mauron, Gilbert Durand, care a publicat în aceeași editură edițiile operelor lui Honore de Balzac, Charles Baudelaire etc.
Editura și librăria lui s-au aflat mai întâi în rue de Clichy nr. 6 din Paris, apoi s-au mutat definitiv în 1935, în rue de Médicis nr. 11, în apropiere de grădinile Luxemburg. José Corti a lucrat în acest magazin, aflându-se deseori în fața ușii de la intrare.

### Drama unei vieți
Drama vieții lui José Corti, pe care el a evocat-o în cartea Souvenirs désordonnés, este dispariția fiului său, în vârstă de nouăsprezece ani, care a murit într-un lagăr de concentrare în Germania în 1944. Corti explică aici originile acestei drame: inginerul și intelectualul François Le Lionnais a venit la el în Paris în 1944 sub acoperirea de jurnalist la revista Les Cahiers du Sud, fiind recomandat de către fondatorul revistei, Jean Ballard. Le Lionnais a acaparat spațiul librăriei și a fost acolo fără a-i verifica pe mulți membri ai Rezistenței și, prin amatorismul său bătător la ochi, a atras atenția Gestapoului către casa lui Corti.
Soția lui José Corti a fost arestată, trimisă într-un lagăr de concentrare, de unde a reușit să se întoarcă. Fiul lor a fost arestat, de asemenea, internat la Fresnes și trimis într-un lagăr de concentrare, unde a murit.
Le Lionnais a fost la rândul său arestat, torturat și deportat la Dora. Ulterior, José Corti a povestit cum, într-o zi, după război, într-un spirit de răzbunare, a dorit să-l înjunghie pe Le Lionnais, dar i-a lăsat viața.
Împreună cu soția sa, reîntoarsă dintr-un lagăr de concentrare, José Corti s-a convertit la catolicism după război.

## O editură angajată
Editura José Corti s-a ocupat, în timpul Ocupației, cu publicarea de texte clandestine (precum Les Éditions de Minuit, de exemplu). Ea a publicat numeroase volume de poezie după război, precum și lucrări academice inovatoare și reeditări ale unor autori mai puțin cunoscuți sau chiar uitați, în special din spațiul lingvistic anglofon, precum Ann Radcliffe, William Thomas Beckford, Horace Walpole.
Autorul cel mai cunoscut publicat de José Corti, Julien Gracq (Le Rivage des Syrtes, laureat cu premiul Goncourt în 1951, refuzat de autor), reflectă destul de bine spiritul care domnea în această editură: eforturile de cercetare literară mai mult decât profiturile mari (tiraje inițiale puțin importante) și angajarea către direcții mai mult sau mai puțin riscante.

### După moartea lui Corti
După moartea fondatorului său, în 1984, editura José Corti și-a continuat activitatea sub conducerea lui Bertrand Fillaudeau, angajat în 1980 ca asistent al lui José Corti, căruia i s-a alăturat, începând din 1996, Fabienne Raphoz.
Păstrând spiritul original al edituriii, Bertrand Fillaudeau a inclus în catalogul editurii autori noi (Eric Faye, Ghérasim Luca, Michel Fardoulis-Lagrange, Georges Picard) și a înființat două colecții noi, « Ibériques » și « En lisant en écrivant », numele eseului lui Julien Gracq (1980). Această colecție este format din eseuri ale scriitorilor despre relația între lectură și scris. Fabienne Raphoz a înființat trei colecții « la collection Merveilleux », « Série américaine » și « Biophilia ». Ea i-a primit pe noii autori francezi contemporani (în special Caroline Sagot-Duvauroux, Tatiana Arfel și Marc Graciano).

## Publicații
- Sub numele José Corti
  - Imitation sans esclavage : La Fontaine, Villon, Paris, Éditions José-Corti, 1981
  - Souvenirs désordonnés, Paris, Éditions José-Corti, 1983 și 2010
  - Provisoirement définitif, Paris, Éditions José-Corti, 1992

- Sub numele Roch Santa-Maria[10] :
  - La Rose de fer, Paris, Éditions Baudinière, 1936
  - Les Aventures de Barnafinus, Paris, Albin Michel, 1936
  - Pendu trop court…, Paris, Éditions Baudinière, 1938
  - Le Meurtre de l'infirmière, Paris, Les Éditions de France, 1939